# The Brood (wrestling)

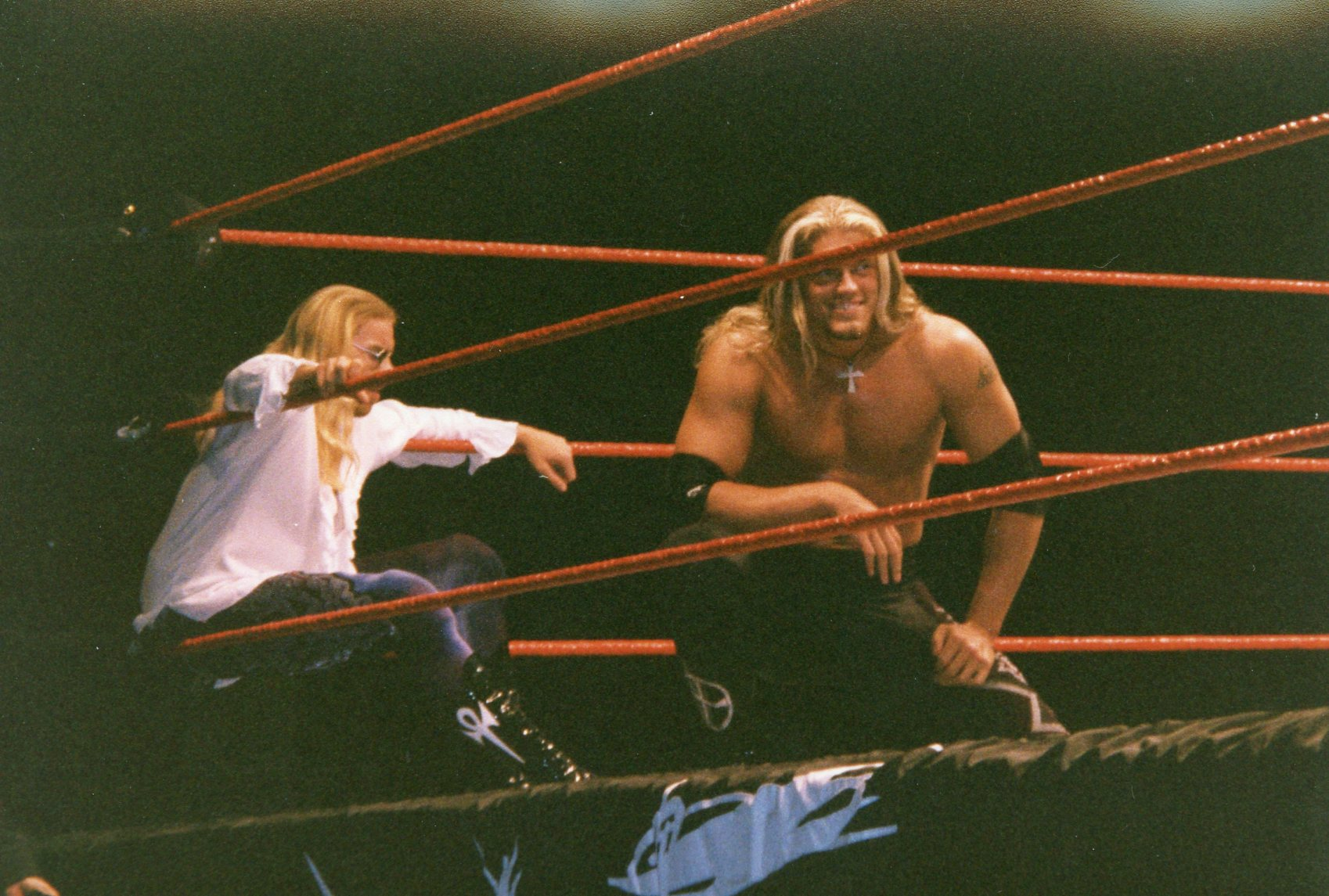
Edge și Christian, membri ai The Brood

The Brood a fost un stable al promoției World Wrestling Federation din perioada Attitude de la sfârșitul anilor '90. Stable-ul a fost compus din wrestlerii Gangrel, Christian și Edge. Gimmick-ul⁠(d) folosit a fost acela al unui clan de vampiri, deși de cele mai multe ori comentatorii îi descriau ca pe niște persoane cu un „stil de viață gotic". Gimmick-ul se baza pe filmul The Lost Boys.